# Gustav Berggren
Gustav Berggren (7 september 1997) is een Zweeds voetballer, die doorgaans speelt als defensieve middenvelder voor Raków Częstochowa. Berggren werd in januari 2015 gepromoveerd naar de eerste ploeg van BK Häcken.

## Clubcarrière
Berggren doorliep de jeugdreeksen van Näsets SK, GAIS en BK Häcken. Hij promoveerde in januari 2015 naar de eerste ploeg. Op 15 mei 2016 maakte hij zijn debuut op het hoogste Zweedse niveau in de uitwedstrijd tegen Falkenbergs FF, die met 1–4 werd gewonnen. Van juli 2017 tot december 2017 werd Berggren verhuurd aan Varbergs BoIS. Op 12 juli 2018 maakte Berggren zijn Europees debuut in een kwalificatiewedstrijd voor de Europa League. Op het veld van FK Liepāja speelde Berggren de volledige wedstrijd die met 0–3 werd gewonnen.

## Interlandcarrière
Op 9 januari 2020 debuteerde Berggren voor het Zweeds voetbalelftal in een vriendschappelijke wedstrijd tegen het Moldavisch voetbalelftal.
| Interlands van Gustav Berggren voor Zweden | Interlands van Gustav Berggren voor Zweden | Interlands van Gustav Berggren voor Zweden | Interlands van Gustav Berggren voor Zweden | Interlands van Gustav Berggren voor Zweden | Interlands van Gustav Berggren voor Zweden |
| №                                          | Datum                                      | Wedstrijd                                  | Uitslag                                    | Competitie                                 | Goals                                      |
| Als speler van BK Häcken                   | Als speler van BK Häcken                   | Als speler van BK Häcken                   | Als speler van BK Häcken                   | Als speler van BK Häcken                   | Als speler van BK Häcken                   |
| ------------------------------------------ | ------------------------------------------ | ------------------------------------------ | ------------------------------------------ | ------------------------------------------ | ------------------------------------------ |
| 1                                          | 9 januari 2020                             | Zweden – Moldavië                          | 1 – 0                                      | Vriendschappelijk                          |                                            |

## Clubstatistieken
| Seizoen | Club          | Competitie  | Competitie | Competitie | Beker | Beker | Internationaal | Internationaal | Totaal | Totaal |
| Seizoen | Club          | Competitie  | Wed.       | Dlp.       | Wed.  | Dlp.  | Wed.           | Dlp.           | Wed.   | Dlp.   |
| ------- | ------------- | ----------- | ---------- | ---------- | ----- | ----- | -------------- | -------------- | ------ | ------ |
| 2016    | BK Häcken     | Allsvenskan | 8          | 0          | 4     | 0     | —              | —              | 12     | 0      |
| 2017    | BK Häcken     | Allsvenskan | 7          | 0          | 2     | 0     | —              | —              | 9      | 0      |
| 2017    | Varbergs BoIS | Superettan  | 15         | 0          | 0     | 0     | —              | —              | 15     | 0      |
| 2018    | BK Häcken     | Allsvenskan | 17         | 0          | 0     | 0     | 4              | 0              | 21     | 0      |
| 2019    | BK Häcken     | Allsvenskan | 8          | 0          | 0     | 0     | —              | —              | 8      | 0      |
| Totaal  | Totaal        | Totaal      | 55         | 0          | 6     | 0     | 4              | 0              | 65     | 0      |

Bijgewerkt op 30 mei 2019.

## Interlandcarrière
Berggren is Zweeds jeugdinternational.